# 4 Pułk Strzelców Łotewskich
4 Pułk Strzelców Łotewskich - pułk piechoty radzieckiej okresu wojny domowej w Rosji. Żołnierze tego pułku rekrutowali się głównie spośród łotewskich wieśniaków, nieco rzadziej z łotewskich robotników.
W czasie buntu Michaiła A. Murawjowa w lipcu 1918 oddział ten był jedyną zdyscyplinowaną jednostką Armii Czerwonej na froncie nadwołżańskim. Mimo to w szeregach i tego pułku zdarzali się żołnierze wahający się nad dołączeniem do Murawjowa.
Łotysze byli zaniepokojeni polityką rekwirowania zboża wprowadzoną przez Lenina oraz aktywnością kombiedów.
Ostatecznie pułk wycofał się z Syzrania, ale odmówił wykonywania rozkazów, które nakazywały mu obronę Symbirska. Do 23 lipca 1918 ponad ćwierć składu osobowego pułku została rozbrojona.
Lew Trocki osobiście rozkazał aresztować dowódcę pułku za niesubordynację. W okresie tym pod Kazaniem rozpoczęto również praktykę rozstrzeliwania co dziesiątego żołnierza z jednostek odmawiających wykonywania rozkazów.